# 1975 في إسبانيا
فيما يلي قوائم الأحداث التي وقعت خلال عام 1975 في إسبانيا.

## سياسة

### تعيين في المنصب
- 1 مارس – أدولفو سواريث ،.
- 22 نوفمبر – الملكة صوفيا Queen Consort of Spain  [لغات أخرى]‏.
- 22 نوفمبر – خوان كارلوس الأول ملك إسبانيا.
- 6 ديسمبر – توركواتو فيرنانديث-ميراندا .
- 11 ديسمبر – مانويل فراغا ministro de Gobernación  [لغات أخرى]‏.
- 13 ديسمبر – ليوبولدو كالبو صوطيلو Minister of Commerce of Spain ‏،عضو المحاكم الفرانكوية  [لغات أخرى]‏.

### انتهاء فترة المنصب
- 1 يوليو – أدولفو سواريث .

## رياضة
- 1 يناير – طواف إسبانيا 1975
- 1 يناير – كأس ملك إسبانيا 1974–75 الفائز ريال مدريد.

## مواليد

### يناير
- 1 يناير – رافاييل تروخيو فيار متسابق يخت إسباني.

### فبراير
- 2 فبراير – خوسيه لويس كاردوسو متسابق دراجات نارية إسباني.
- 8 فبراير – غوركا غارسيا لاعب كرة قدم إسباني.
- 10 فبراير – كارمين أثيدو لاعبة جمباز إيقاعي إسبانية.
- 10 فبراير – ماريو كوتيلو لاعب كرة قدم إسباني.
- 23 فبراير – ألفارو مورتي ممثل إسباني.
- 27 فبراير – أيتور غونثاليث درّاج طريق إسباني.

### مارس
- 5 مارس – إستير سان ميغيل لاعبة جودو إسبانية.
- 6 مارس – ميكيل براديرا درّاج طريق إسباني.
- 11 مارس – ديفيد كانيادا درّاج طريق إسباني.
- 14 مارس – سالفادور كابين لاعب كرة قدم إسباني.
- 20 مارس – خيما رويو لورتي
- 28 مارس – إيفان هيليغيرا لاعب كرة قدم إسباني.

### أبريل
- 22 أبريل – كارلوس ساستري درّاج طريق إسباني.
- 28 أبريل – خوسيه لويس مارتي لاعب كرة قدم إسباني.

### مايو
- 4 مايو – أوسكار خاينادا ممثل إسباني.
- 8 مايو – إنريكيه إغليسياس
- 20 مايو – إسحاق غالفيث
- 22 مايو – سلفادور باييستا لاعب كرة قدم إسباني.
- 23 مايو – فرانشيسك أرناو لاعب كرة قدم إسباني.

### يونيو
- 17 يونيو – خوان كارلوس فاليرون لاعب كرة قدم إسباني.
- 19 يونيو – بيدرو مونيتيس لاعب كرة قدم إسباني.
- 20 يونيو – خوان بالسيلس لاعب كرة مضرب إسباني.
- 25 يونيو – ألبيرت كوستا لاعب كرة مضرب إسباني.
- 27 يونيو – إستيبان أندريس سواريز لاعب كرة قدم إسباني.

### يوليو
- 9 يوليو – غايزكا غاريتانو
- 10 يوليو – سارة ألفاريث منينديث لاعبة جودو إسبانية.
- 11 يوليو – روبن باراخا لاعب كرة قدم إسباني.
- 15 يوليو – فيرخينيا بيراساتيغي تريثلت إسبانية.
- 17 يوليو – إيلينا أنايا
- 20 يوليو – إنريكي ألفاريز لاعب كرة قدم إسباني.
- 28 يوليو – ليونور واتلنغ
- 31 يوليو – مانويل بوستو فرنانديث كاياكير إسباني.

### أغسطس
- 2 أغسطس – إنغريد روبيو ممثلة إسبانية.
- 4 أغسطس – لوتشو فرنانديز لاعب كرة سلة إسباني.
- 6 أغسطس – خيسوس فرنانديز هرنانديز لاعب كرة سلة إسباني.
- 30 أغسطس – روبرتو كاريتيرو لاعب كرة مضرب إسباني.

### سبتمبر
- 6 سبتمبر – فرانشيسكو بونيال لاعب كرة قدم إسباني.
- 22 سبتمبر – خافيير لوبيز فاليخو لاعب كرة قدم إسباني.
- 26 سبتمبر – ديميتريو لوزانو لاعب كرة يد إسباني.
- 29 سبتمبر – ألبرت سيلاديس لاعب كرة قدم إسباني.

### أكتوبر
- 11 أكتوبر – باتكسي فيلا درّاج طريق إسباني.
- 22 أكتوبر – رافيل ساستري لاعب كرة قدم إسباني.
- 22 أكتوبر – ميشيل سالغادو لاعب كرة قدم إسباني.
- 28 أكتوبر – كيكو توريس لاعب كرة قدم إسباني.
- 30 أكتوبر – ميغيل سانشيز لاعب كرة قدم إسباني.

### نوفمبر
- 1 نوفمبر – روبرتو دوينياس لاعب كرة سلة إسباني.
- 3 نوفمبر – مارتا دومينغيث
- 5 نوفمبر – فرانسيسكو توماس غارسيا دراج إسباني.
- 8 نوفمبر – خوسيه مانويل بينتو لاعب كرة قدم إسباني.
- 13 نوفمبر – روبيرتو لومبرانا لاعب كرة قدم إسباني.
- 19 نوفمبر – ايزيكيل موسكيرا درّاج طريق إسباني.

### ديسمبر
- 13 ديسمبر – خافي فينتا لاعب كرة قدم إسباني.
- 26 ديسمبر – ماريا فاسكو منافِسة أوليمبية إسبانية.
- 29 ديسمبر – إثاسكون أرامبورو مُجدّفة كانوي إسبانية.
- 29 ديسمبر – تريزا بيراليس سبّاحة إسبانية.

## وفيات

### مارس
- 3 مارس – خوليو ألفاريز ديل فايو (مواليد 1891)
- 20 مارس – خايمي (مواليد 1908)
- 31 مارس – رودولفو خيل بن أمية (مواليد 1901) صحفي إسباني.

### يوليو
- 7 يوليو – لويس دي أرقويو (مواليد 1899) لاعب كرة قدم إسباني.

### سبتمبر
- 15 سبتمبر – كارلوس كونتي (مواليد 1916) فنان قصص مصورة إسباني.

### نوفمبر
- 20 نوفمبر – فرانثيسكو فرانكو (مواليد 1892) عسكري وديكتاتور إسباني.